# Auguste Colin
Pour les articles homonymes, voir Colin.
Auguste Colin, né en 1804, est un publiciste, avocat, et voyageur français, rédacteur à La Démocratie pacifique.
Début 1844, Louise Crombach rejoint Auguste Colin et Arthur de Bonnard, un des premiers coopérateurs français pour former une équipe de journalistes du Nouveau Monde, Journal de la science sociale, qui vise à relancer, sans succès, l'ancien journal fouriériste Le Nouveau Monde.
Il est l'auteur du texte de l'ode-symphonie Le Désert de Félicien David, créée en 1844.